# Duhwa jezik
Duhwa jezik (ISO 639-3: kbz; karfa, kerifa, nzuhwi), afrazijski jezik zapadnočadske skupine, kojim govori oko 800 ljudi (1973 SIL) u nigerijskoj državi Nassarawa u selu Kerifa, LGA Akwanga.
Duhwa jezik, a kako govornici sami sebe i nazivaju, pripada uz još 6 jezika užoj skupini A.4. ron-fyer, i podskupini pravih ron jezika.

## Vanjske poveznice
- Ethnologue (14th)
- Ethnologue (15th)